# Museumsquartier Bern

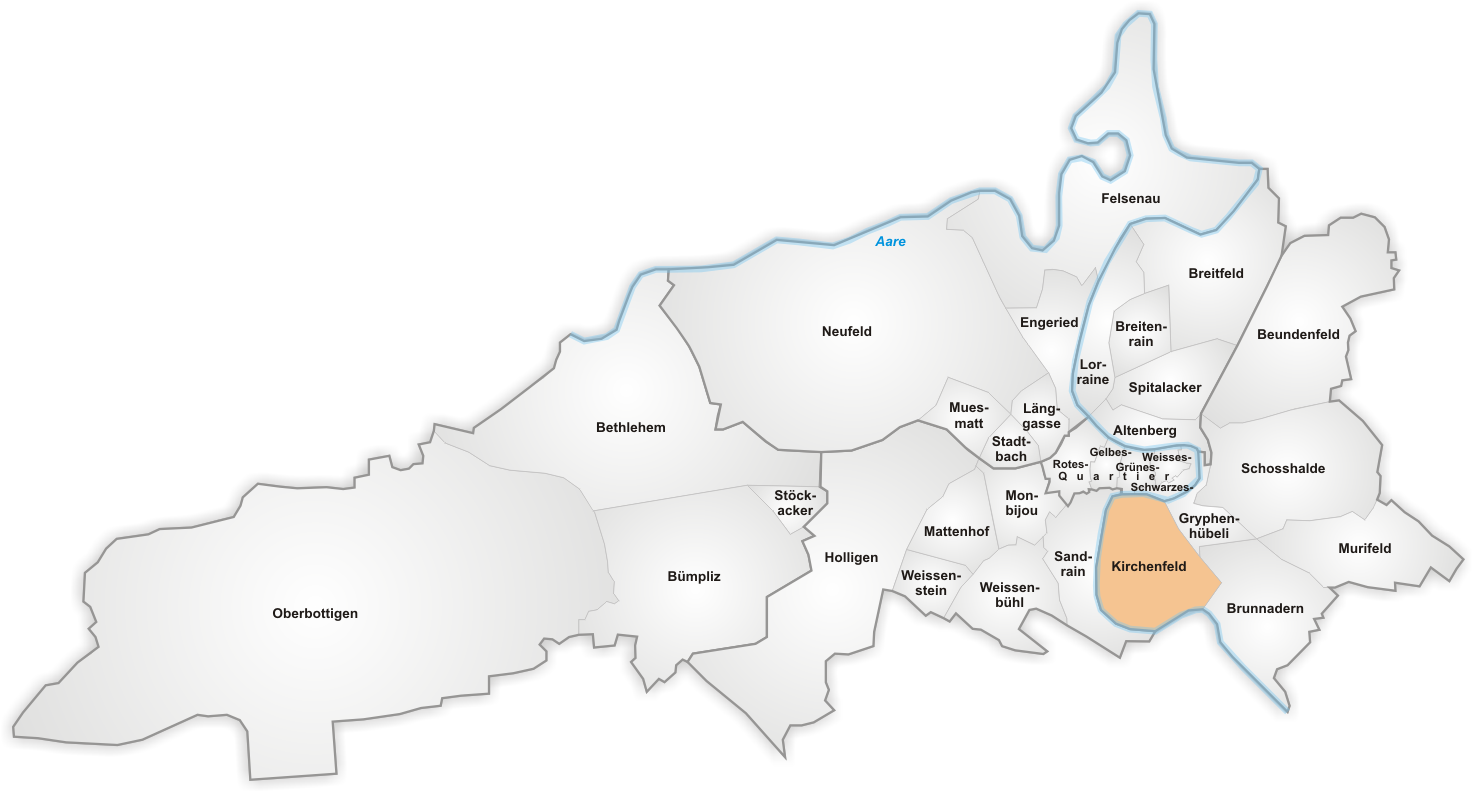
Die Lage des Quartiers in der Stadt Bern

Das Museumsquartier Bern ist ein langjährig angedachtes und seit 2019 konkret geplantes Kulturareal in der Schweizer Stadt Bern. Bestehende Museen und Kulturinstitutionen, die sich auf einer städtebaulichen Fläche zwischen Helvetiaplatz, Bernastrasse, Helvetiastrasse und Kirchenfeldstrasse im Kirchenfeldquartier befinden, schlossen sich im Juni 2021 zu einem Verein zusammen.
Während einer vierjährigen Aufbauphase (2021–2024) rückten die elf beteiligten Institutionen näher zusammen und entwickelten unter Einbezug der Mitarbeitenden gemeinsame Arbeitsweisen und Projekte, etablierten Kooperationen und institutionsübergreifende Marketingmassnahmen und führten Kollaborationsprojekte durch.
Im Februar 2025 ist das Museumsquartier Bern in die Realisationsphase gestartet. In Zusammenarbeit mit der Berner Designagentur Noord entstand eine Dachmarke, welche alle elf Institutionen verbindet und das das Museumsquartier als Gesamtheit sichtbarer macht. Auf der neu konzipierten Website mqb.ch sind die vielzähligen Angebote der Institutionen an einem zentralen Ort zugänglich. Neben dem neuen visuellen Auftritt wurde im Februar 2025 zudem ein gemeinsames Ticketing-System lanciert: Mit dem Museumsquartier-Pass können die Ausstellungen der kostenpflichtigen Institutionen zu einem vergünstigten Tarif besucht werden.
Parallel zur inhaltlichen Zusammenarbeit wird das Museumsquartier in Zusammenarbeit mit Stadt und Kanton Bern sowie der Burgergemeinde Bern als städtischer Raum und Kulturcluster entwickelt.

## Organisation
Zum Verein Museumsquartier Bern gehören insgesamt elf Kultur- und Bildungsinstitutionen:
- Alpines Museum der Schweiz
- Bernisches Historisches Museum
- Gymnasium Kirchenfeld
- Kunsthalle Bern
- Museum für Kommunikation Bern
- Naturhistorisches Museum Bern
- PHBern, Institut für Weiterbildung und Dienstleistungen[2]
- Schweizerische Nationalbibliothek
- Schweizer Schützenmuseum
- Stadtarchiv Bern
- Yehudi Menuhin Forum Bern[3]

Diese elf Institutionen sowie Vertretungen des Kantons Bern, der Stadt Bern, der Burgergemeinde Bern und der Quartiervertretung QUA4 bilden zusammen die Vereinsversammlung. Der Vorstand setzt sich zusammen aus den Direktionen des ALPS Alpines Museum der Schweiz, Bernisches Historisches Museum, Museum für Kommunikation, Naturhistorisches Museum Bern und der Schweizerischen Nationalbibliothek. Aktueller Vereinspräsident ist der Schweizer Politiker Bernhard Pulver. Die Geschäftsführerin des Vereins ist Michèle Zweifel.

## Geschichte

### 19. Jahrhundert
Die Strassen, die auf dem Kirchenfeldterrain unmittelbar hinter dem Brückenkopf der 1883 errichteten Kirchenfeldbrücke erstellt wurden, bilden eine städtebauliche Einheit. Diese wurde u. a. von 1892 bis 1894 mit dem Gebäude des Bernischen Historischen Museums am Helvetiaplatz bebaut. Im Laufe des 20. Jahrhunderts wurden auf dem Perimeter weitere Museums- und Bibliotheksbauten erstellt: 1917 bis 1918 die Kunsthalle am Helvetiaplatz, 1926 das Gymnasium Kirchenfeld an der Kirchenfeldstrasse 25, 1931 die Nationalbibliothek an der Hallwylstrasse 15, 1933 bis 1934 das Alpine Museum am Helvetiaplatz und 1936 das Naturhistorische Museum an der Bernastrasse 15.

### Baracken des Eidgenössischen Kriegsernährungsamtes während des 2. Weltkrieges
1942 liess das Eidgenössische Kriegsernährungsamt an der Helvetiastrasse 16 Bürobaracken aufstellen. Diese wurden in den 1980er und 1990er Jahren bis zu ihrem Abriss 1993 u. a. als Kunstateliers genutzt. Auch eine Brockenstube, ein Architekturbüro und eine Kunstgalerie hatten sich eingemietet.

### Planung eines Kulturgüterschutzzentrums Kirchenfeld in den 1970er Jahren
In den 1970er Jahren wurde aufgrund der grossen Sammlungsbestände der Museen das sogenannte Kulturgüterschutzzentrum Kirchenfeld angedacht. Die Museumssammlungen waren unzweckmässig untergebracht., was die Arbeit mit den Kulturgütern erschwerte und auch für Schäden sorgte. Das Bernische Historische Museum und das Naturhistorische Museum Bern – beide teilweise bzw. ganz von der Burgergemeinde Bern getragen – äusserten deswegen den Gedanken zu einem unterirdischen Kulturgüterschutzzentrum, das mit den anderen Institutionen geteilt werden sollte. Solche Kulturschutzräume hatte die Burgergemeinde bereits 1967 und 1972 mit der Erweiterung des Bibliotheksgebäudes an der Münstergasse umgesetzt. Die Umfrage für das Bauvorhaben stiess auf grosses Interesse. «Ein entscheidender Impuls kam dabei von den PTT-Betrieben, die […] gezwungen waren, das im Schweizerischen Alpinen Museum am Helvetiaplatz eingemietete PTT-Museum anderswo in grösseren und zweckmässigeren Räumen unterzubringen.» 1978 fand die erste Sitzung der Koordinationsstelle unter dem Präsidium des Direktors des Naturhistorischen Museums statt. Ein Jahr später konnte die Vereinbarung über das «Kulturgüterschutzzentrum Unteres Kirchenfeld», von da an Kulturgüterzentrum (KGZ) genannt, unterzeichnet werden. Unterzeichnet wurde es von den vier Trägern PTT, Kanton Bern, Einwohnergemeinde Bern und Burgergemeinde Bern. Der ausarbeitende Architekt Andrea Roost teilte das Bauvorhaben in drei Etappen ein. Die erste Etappe war der Bau des PTT-Museums, des heutigen Museums für Kommunikation. Dieser Bau wurde 1987 bis 1989 umgesetzt. Etappe 2 und 3 hätten Universitätsräume, die Erweiterung des Bernischen Historischen Museums und des Naturhistorischen Museums umfasst. Realisiert wurde allerdings nur der Erweiterungsbau des Naturhistorischen Museums.
In der Beschreibung des geplanten Gesamtprojektes wurden vor allem die Erweiterungsbauten, die im Grundriss dem Buchstaben H entsprochen hätten, als KGZ bezeichnet: «Die Konzentration des neuen Zentrums wird gebildet durch einen H-förmigen Gebäudekomplex, in dem die verschiedenen Nutzungen untergebracht sind. Im südlichen Gebäudeflügel befinden sich das PTT-Museum [heute: Museum für Kommunikation] und die Postfiliale Kirchenfeld. Der nördliche Trakt beherbergt die Erweiterung des Historischen Museums. […]. Im verbindenden Mitteltrakt liegen das gemeinsame Foyer, eine Cafeteria, ein Hörsaal, Räume des Archäologischen Dienstes wie auch der Universität. In dem von den langgestreckten Baukörpern gebildeten Innenhof ist die Erweiterung des Naturhistorischen Museums vorgesehen. Trotz der Integration in einen einheitlich wirkenden Gesamtkomplex bleiben die einzelnen Museen betrieblich weitgehend autonom. Der Zugang erfolgt von der Helvetiastrasse her über den dreiseitig umschlossenen Eingangshof mit der markanten Silberpappel.»

Frühere Aufnahmen des Areals im Kirchenfeldquartier
Flugaufnahme von 1930 mit dem Gymnasium Kirchenfeld (das grösste Gebäude links unten), anschliessend die Baustelle der Schweizerischen Nationalbibliothek und das Bernische Historische Museum
Modellbild des Berner Architekten Andrea Roost für das Kulturgüterschutzzentrum in Bern, zwischen den 1970er und 1980er Jahren
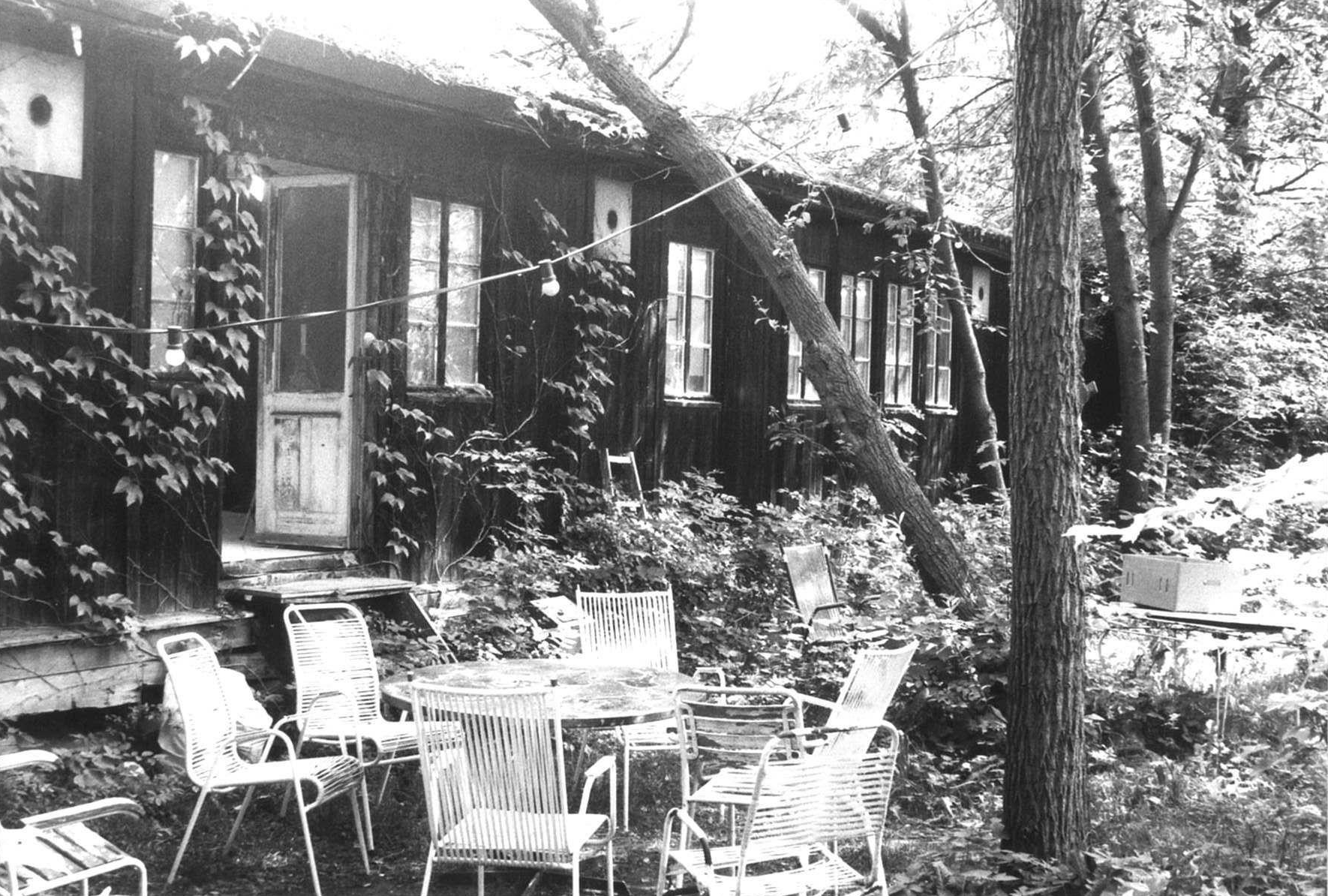
1992: Innenhof der Baracken an der Helvetiastrasse 16

## Gegenwart

### Erklärung der Kulturinstitutionen
«Wir verschiedenartigen Institutionen bilden heute schon das grösste zusammenhängende Kulturareal der Schweiz», schrieben die im Kirchenfeldquartier ansässigen Kulturinstitutionen 2019 in einer gemeinsamen Erklärung. Daraus entstehe der Wunsch, sich gemeinschaftlich weiterzuentwickeln und die optimale Nutzung des Areals durch inhaltliche und räumliche Bezüge zwischen den Institutionen zu ermöglichen, auch wenn die Selbstständigkeit der einzelnen Institutionen bewahrt werden solle. Die Erklärung endet mit den Worten: «Das Museumsquartier Bern ist eine einmalige Chance für uns und für Bern.»

### Machbarkeitsstudie 2019
Nach Jahrzehnten wurde die Vision eines Museumsquartiers in der Schweizer Bundesstadt wieder lebendig. Die räumlich nah beieinanderliegenden, aber getrennt auftretenden Kulturinstitutionen im Kirchenfeldquartier sollten «inhaltlich vernetzt und räumlich verbunden werden. Auf diese Weise soll mitten in der Stadt Bern ein Bildungs- und Kulturareal von internationaler Strahlkraft entstehen.» 2019 liessen der Kanton Bern und die Stadt Bern sowie die Burgergemeinde Bern eine Machbarkeitsstudie für ein künftiges Museumsquartier ausarbeiten. Autor der Machbarkeitsstudie ist der österreichische Kunsthistoriker und Museumsplaner Dieter Bogner, der bereits das Konzept für das Museumsquartier in Wien entwickelt hat. Titel des ersten Kapitels der Studie ist «Einheit in Vielfalt» und leitet wie folgt ein: «Das Museumsquartier definiert sich als ein aus autonomen Teilsystemen bestehendes, räumlich abgegrenztes, durch kulturelle und soziale Kommunikation vernetztes Ganzes, das auf vielfältige Art und Weise mit seinen unterschiedlichen Umwelten auf inhaltlicher, organisatorischer und wirtschaftlicher Ebene verbunden ist.» Das Ziel der Machbarkeitsstudie ist es, aufzuzeigen, dass auf der 67'500 Quadratmeter grossen Fläche unweit der Berner Altstadt ein ganzheitlich konzipiertes Museumsquartier entwickelt werden kann. Bei der Erstellung der Studie bilden noch verkehrsreiche Strassen, Zäune, Parkplätze, Lagerflächen und Hinterhöfe «unüberwindbare Barrieren zwischen diesen kulturellen Einrichtungen […]».
Teil der Machbarkeitsstudie ist die städtebauliche Studie, die drei Varianten beschreibt: Randbauten mit Museumspark, ein Leuchtturmprojekt im Museumsgarten und einen Westflügel mit Museumsplatz. Bei allen drei Varianten werden der Freiraum, die Zugänge und bauliche Eingriffe geplant. Auch ein Zentraldepot ist noch immer Thema wie bereits beim Kulturgüterschutzzentrum von früher.

### Vereinsgründung 2021
Im Juni 2021 wurde der Verein Museumsquartier Bern von acht der elf im Quartier ansässigen Kulturinstitutionen gegründet. Der Verein bildet die organisatorische Klammer für die Zusammenarbeit der Kulturinstitutionen im Museumsquartier. Im Juli 2021 nahm Sally De Kunst ihre Tätigkeit als Geschäftsführerin des Vereins Museumsquartier auf. Im Rahmen der Aufbauphase koordinierte und begleitete sie den Entwicklungsprozess des Museumsquartiers Bern und war für den operativen Betrieb, die Kommunikation, das Fundraising zuständig.

### Aufbauphase 2021–2024 «under construction»
In einer vierjährigen Aufbauphase, 2021–2024, rückten die elf Institutionen aus dem Kirchenfeldquartier näher zusammen, schufen inhaltliche Formate und Angebote und entwickelten den neuen Stadtraum gemeinsam. Diese Phase wurde «under construction» genannt. Dieser Titel bezog sich auf das Positionspapier der Direktionen der vier grossen, beteiligten Museen und fasste die Vision des Museumsquartiers Bern zusammen. Im Papier wurde festgehalten, dass die beteiligten Häuser Veränderungen in Gesellschaft und Natur zum Programm machen und sich zu gemeinsamen Projekten formieren sollen. Auch die Partizipation des Publikums sowie ein neuer Blick auf die Sammlungen und Bestände wurden als Ziele formuliert.
Das Haupt-Aktionsfeld der Aufbauphase war im sogenannten Museumsgarten lokalisiert. Er entstand mit der Öffnung und dem späteren Abriss eines Zauns zwischen zwei Museumsgrundstücken. Bis im Frühling 2025 befand sich hier auch das Büro der Geschäftsstelle des Vereins. Interne Aktivitäten und Publikumsevents fanden während der Aufbauphase im gesamten Museumsquartier Bern statt.

Die zusammen mit Grafiker Peter Auchli entwickelte visuelle Identität für diese Phase repräsentierte das Museumsquartier Bern als Entwurfsfeld: ein kariertes Papier mit hellblauen Strichen in einem Rautenmuster (schweizerdeutsch: Hüselipapier). Sichtbar war die visuelle Identität in der Aufbauphase etwa auf der Website des Museumsquartiers Bern.

Museumsgarten 2021
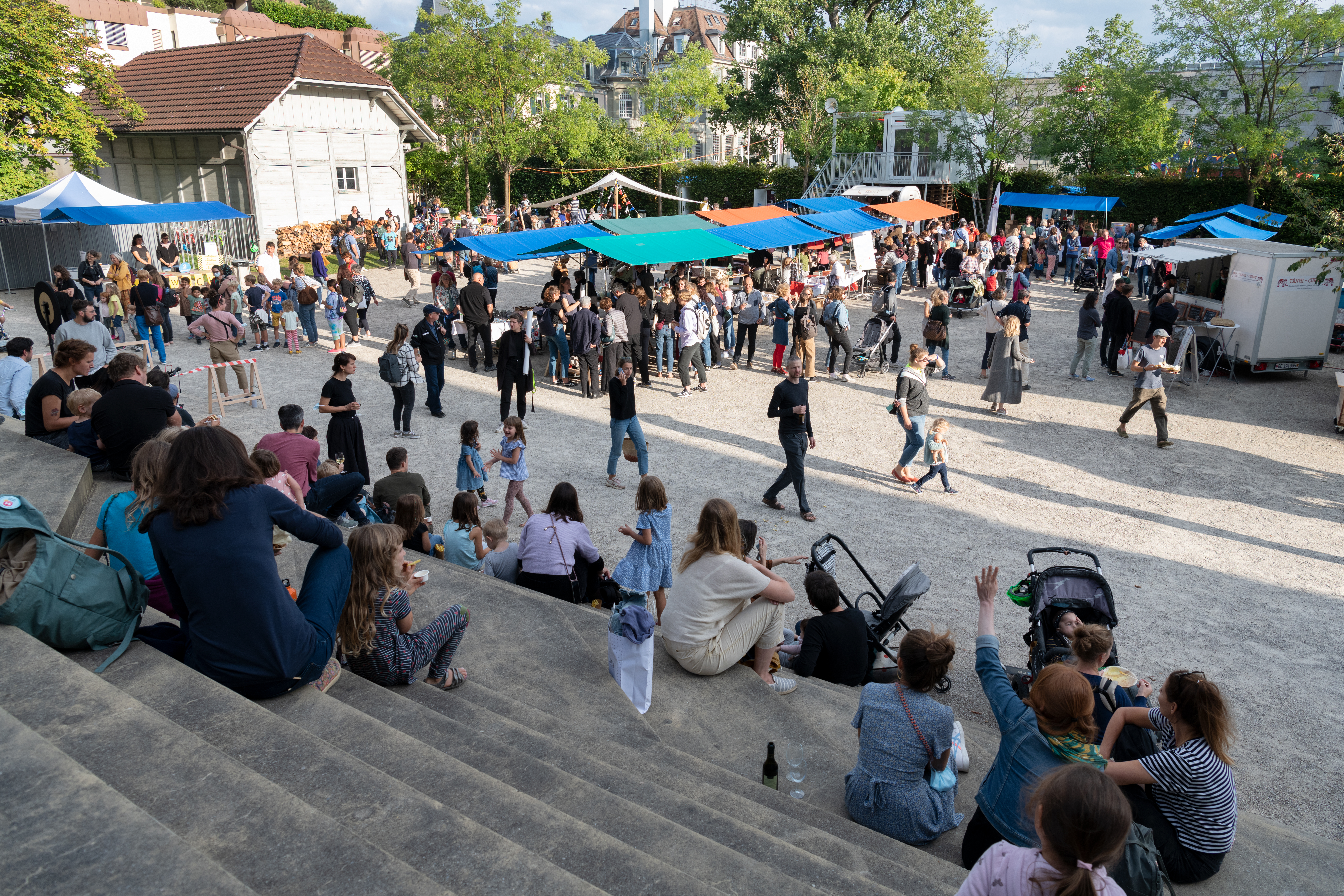
Erstes Sommerfest im Museumsquartier 2021
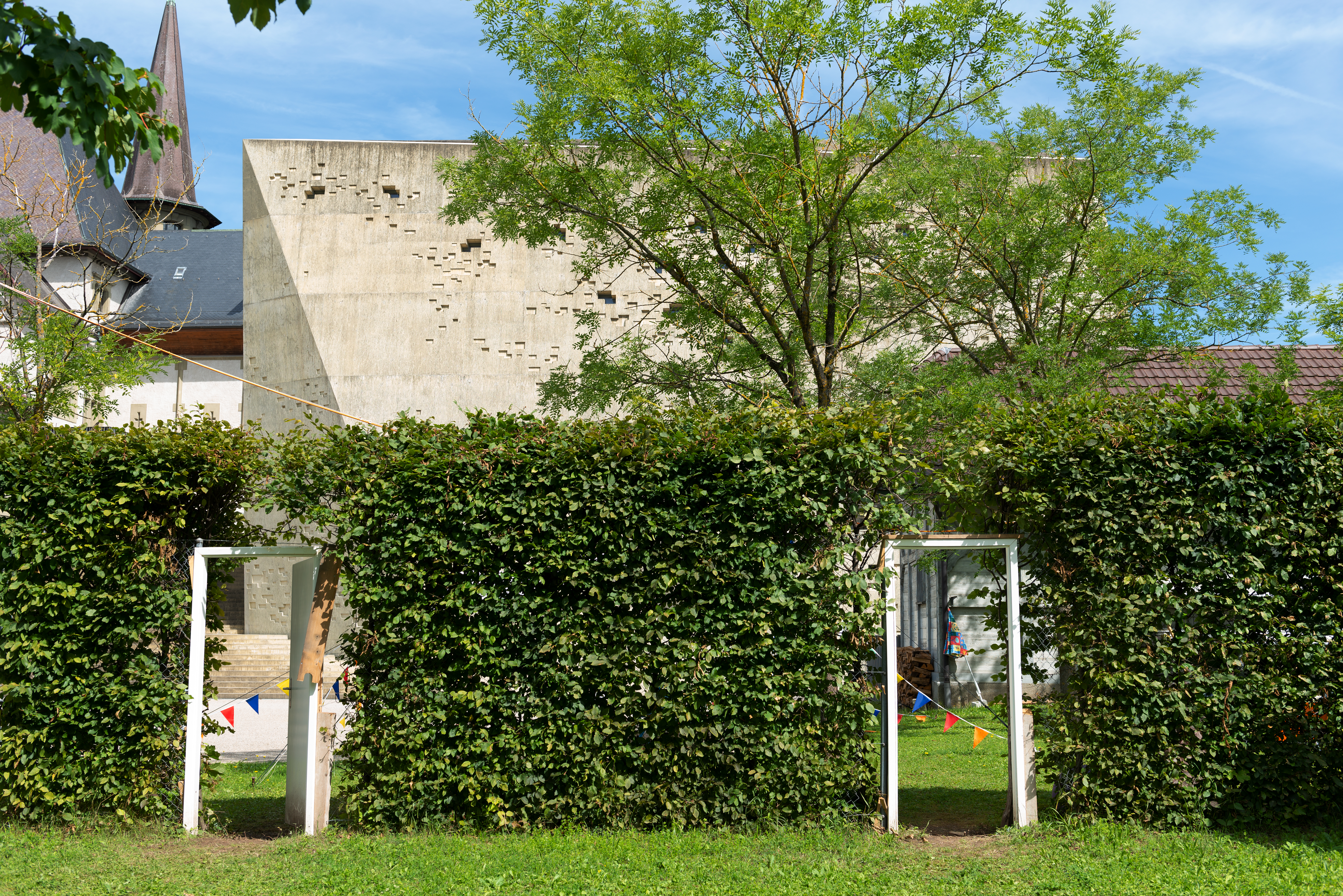
Türen im ehemaligen Zaun zwischen den Museumsgrundstücken
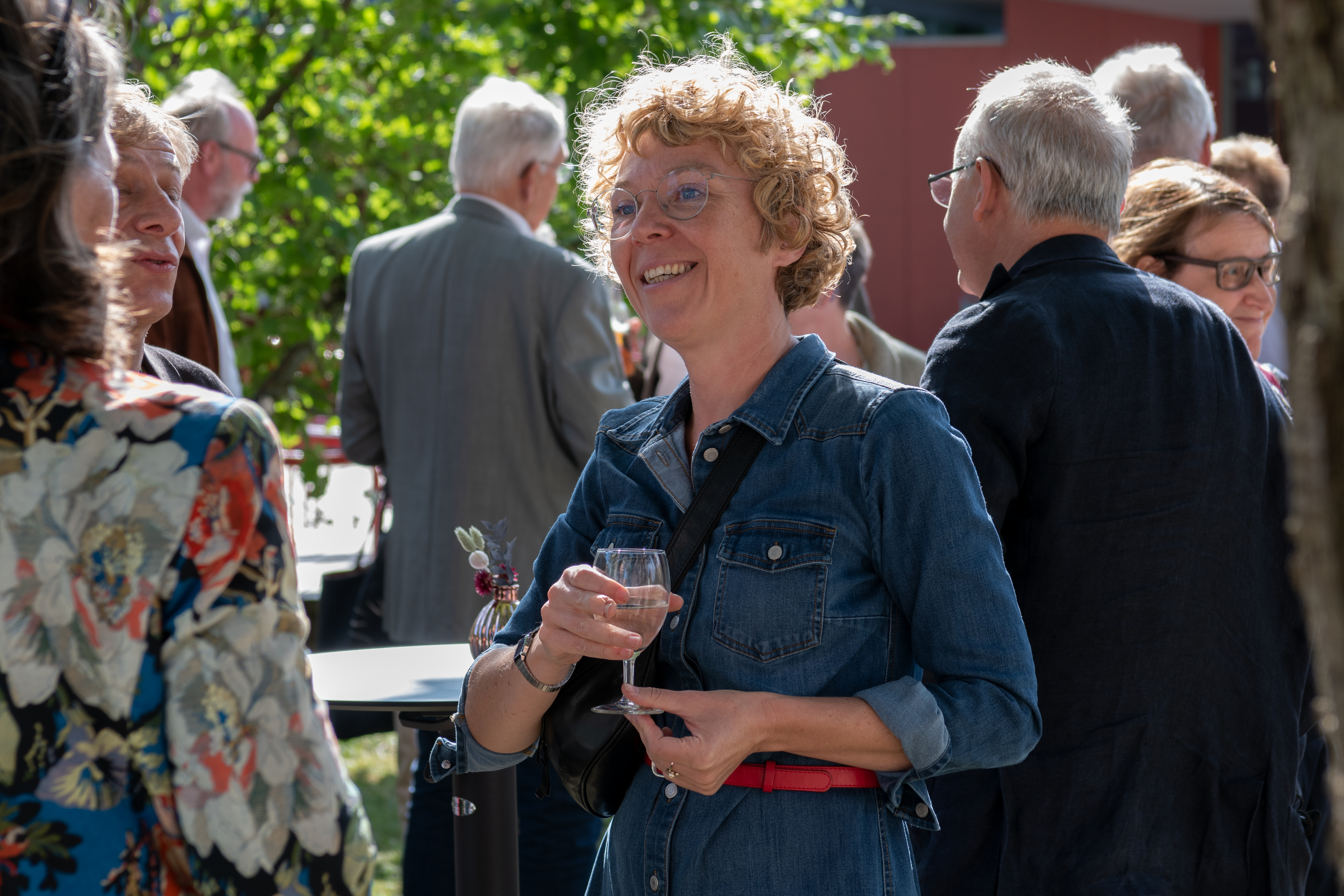
Die Geschäftsführerin Sally De Kunst beim Sommerfest 2021
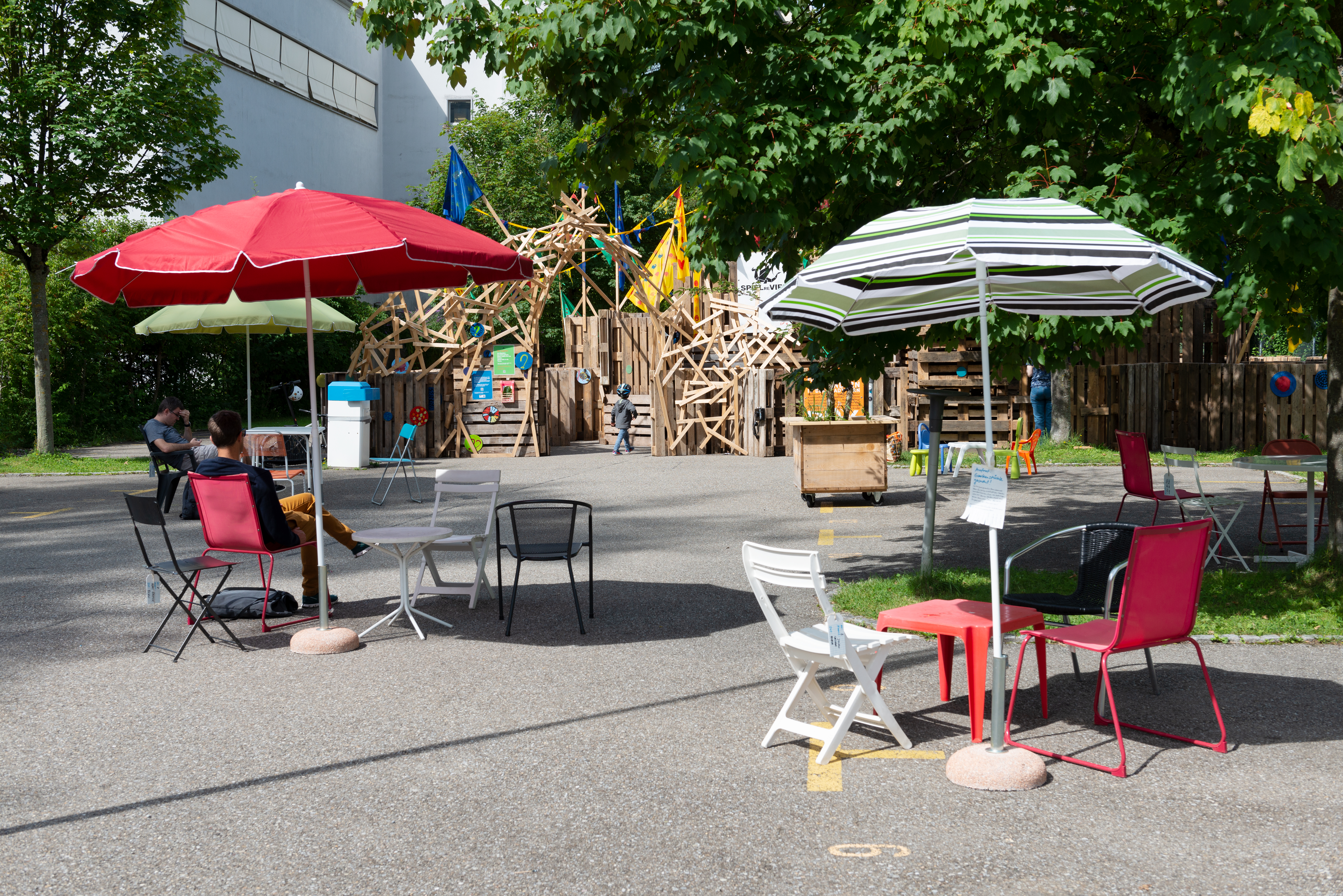
Gesammelte Tische, Stühle und Sonnenschirme auf der Museumsbrache 2021
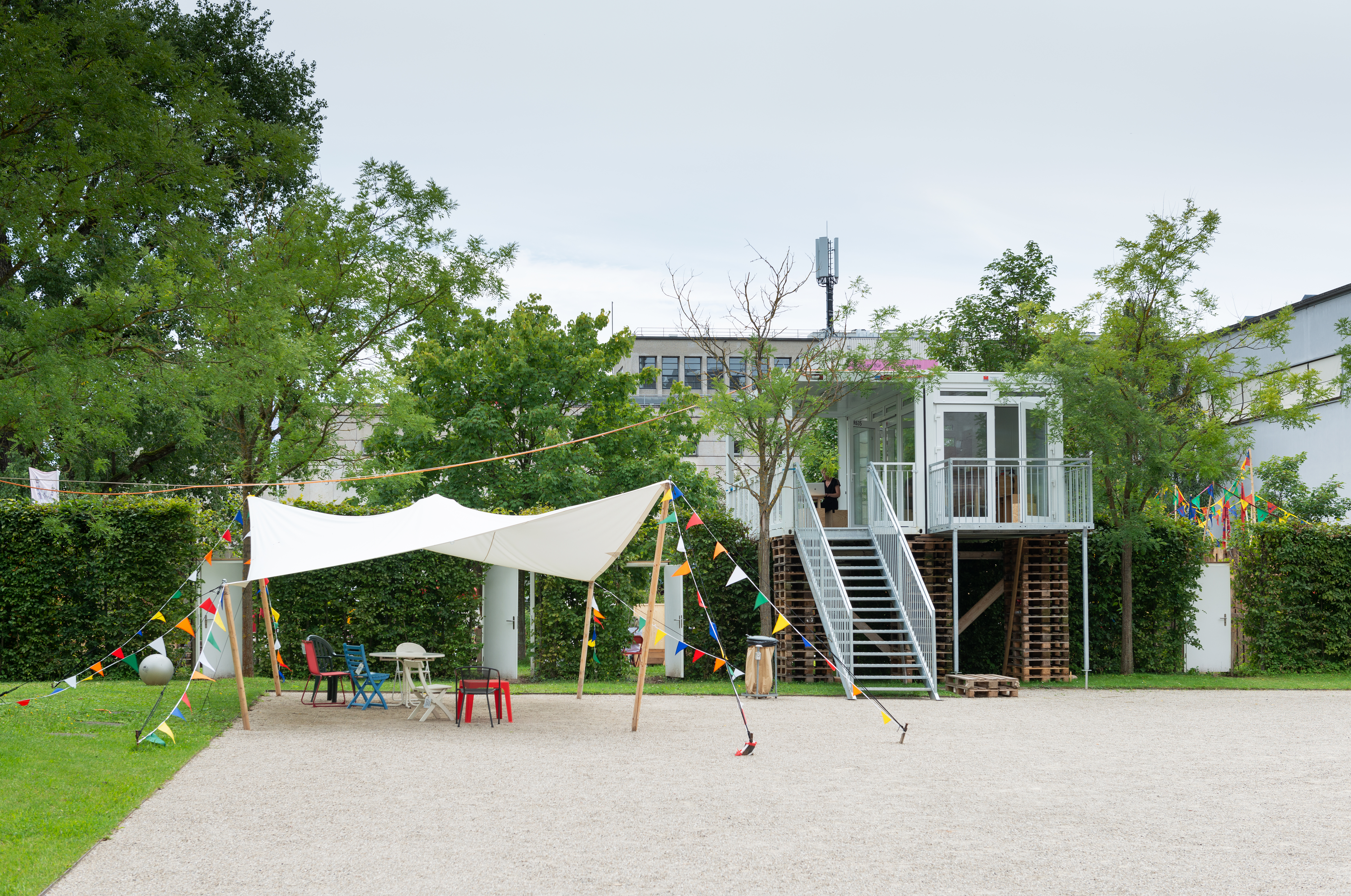
Temporäres Büro der Geschäftsführerin über dem ehemals trennenden Zaun im Museumsquartier 2021
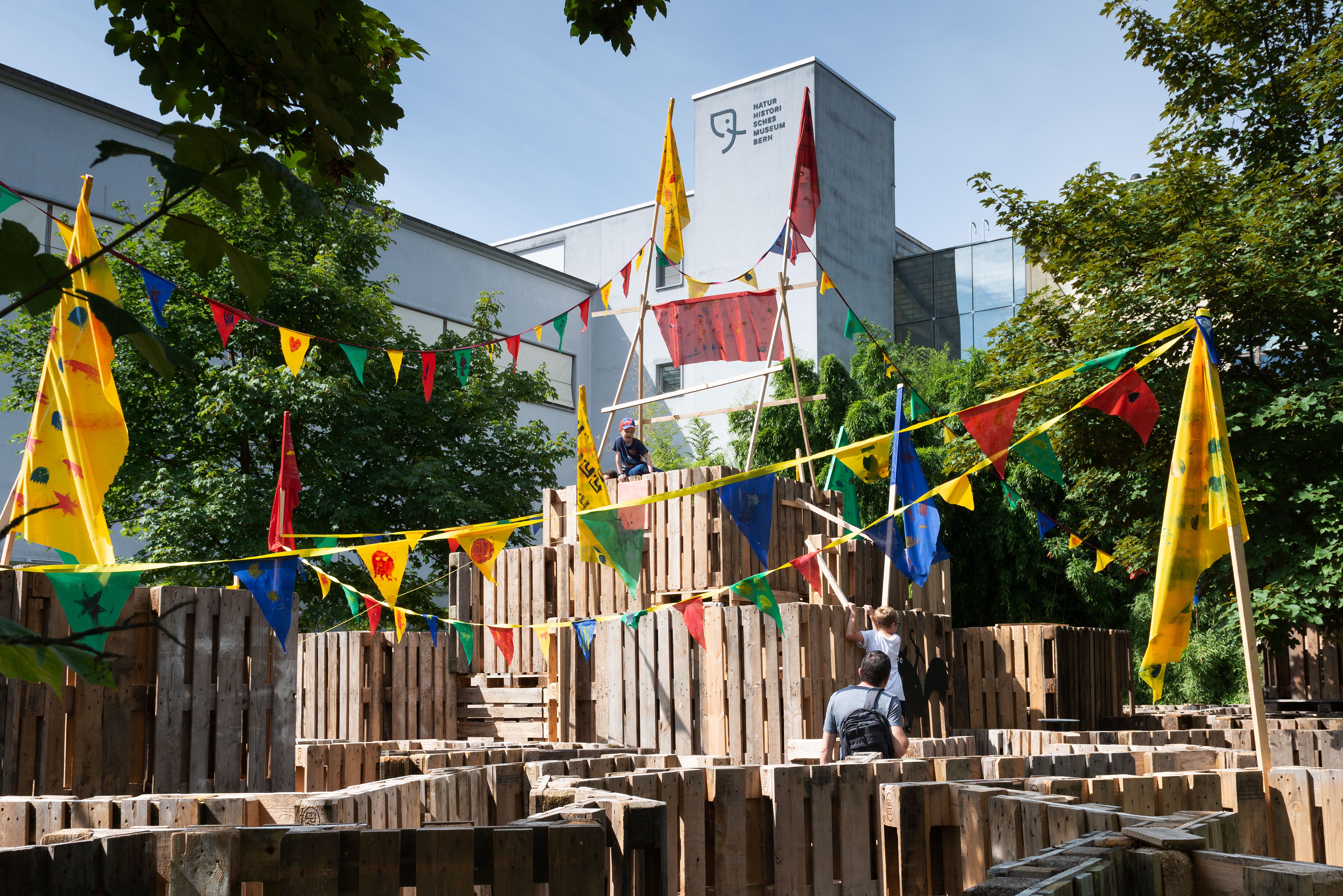
Irrgarten als Zwischennutzung auf der Museumsbrache 2021

Von Mai 2022 bis Mai 2023 war Regula Berger die stellvertretende Geschäftsführerin Museumsquartier Bern an der Seite von Sally De Kunst. Regula Berger war zuvor Direktorin des Schützenmuseums. Im Juli 2023 trat Michèle Zweifel ihre Stelle als stellvertretende Geschäftsführerin im Museumsquartier an. Nach dem Weggang von Sally De Kunst übernahm Michèle Zweifel ab Juli 2024 die Leitung der Geschäftsstelle.